# 三中信宏
三中 信宏（みなか のぶひろ、1958年2月27日 - ）は、日本の進化学者、国立研究開発法人農業・食品産業技術総合研究機構農業環境変動研究センター環境情報基盤研究領域 統計モデル解析ユニット専門員、農学博士(東京大学)。

## 略歴
京都市生まれ。1980年東京大学農学部農業生物学科卒業。1985年同大学院農学系研究科博士課程修了、農学博士。1989年10月農林水産省農業環境技術研究所研究員。1990年10月農林水産省農業環境技術研究所主任研究官。2004年10月農業環境技術研究所地球環境部生態システム研究グループ研究リーダー。2006年、東京大学農学生命科学研究科生物・環境工学専攻エコロジカル・セイフティー学講座生態系計測学研究室教授（連携大学院兼任）。2007年、東京農業大学農学専攻客員教授。2008-2010年京都大学大学院理学研究科連携併任教授（進化生物学）。

## 著書
- 『生物系統学』東京大学出版会、1997
- 『系統樹思考の世界 すべてはツリーとともに』講談社現代新書、2006
- 『分類思考の世界 なぜヒトは万物を「種」に分けるのか』講談社現代新書、2009
- 『進化思考の世界 ヒトは森羅万象をどう体系化するか』日本放送出版協会（NHKブックス）、2010
- 『みなか先生といっしょに統計学の王国を歩いてみよう 情報の海と推論の山を越える翼をアナタに!』羊土社、2015
- 『思考の体系学 分類と系統から見たダイアグラム論』春秋社, 2017.4
- 『系統体系学の世界 生物学の哲学とたどった道のり』 (けいそうブックス) 勁草書房, 2018.4
- 『統計思考の世界 曼荼羅で読み解くデータ解析の基礎』技術評論社, 2018.6
- 『読む・打つ・書く 読書・書評・執筆をめぐる理系研究者の日々』東京大学出版会, 2021.6
- 『読書とは何か　知を捕らえる15の技術』河出書房新社〈河出新書〉, 2022.1

共編著
- 『現代によみがえるチャールズ・ダーウィン ダーウィン著作集 別巻 1』（文一総合出版、1999年） - 長谷川眞理子・矢原徹一共著
- 『眠れなくなる進化論の話 ダーウィン、ドーキンズから現代進化学まで全部みせます』技術評論社、知りたい!サイエンス、2012年） - ハインツ・ホライス/ 矢沢潔 / 河田雅圭 / 長野敬共著
- 『文化系統学への招待 文化の進化パターンを探る』（勁草書房、2012年） - 中尾央共編著
- 『文化進化の考古学』中尾央,松木武彦共編著. 勁草書房, 2017.8

翻訳
- スティーヴン・ジェイ・グールド『ニワトリの歯 進化論の新地平』（早川書房、1988年、のち文庫） - 渡辺政隆共訳
- エリオット・ソーバー『過去を復元する 最節約原理、進化論、推論』（蒼樹書房（のち勁草書房）、1996年）
- Scott Camazineほか『生物にとって自己組織化とは何か 群れ形成のメカニズム』（海游舎、2009年） - 松本忠夫共訳
- マニュエル・リマ『系統樹大全 知の世界を可視化するインフォグラフィックス』（ビー・エヌ・エヌ新社、2015年）
- マニュエル・リマ『円環大全 知の輪郭を体系化するインフォグラフィックス』監訳, 手嶋由美子 訳. ビー・エヌ・エヌ新社, 2018.2
- ロブ・デサール,イアン・タッターソル『ビールの自然誌』ニキリンコ共訳. 勁草書房, 2020.1